# シェルビー郡 (イリノイ州)
シェルビー郡（英: Shelby County）は、アメリカ合衆国イリノイ州の中央部に位置する郡である。2010年国勢調査での人口は22,363人であり、2000年の22,893人から2.3％減少した。郡庁所在地はシェルビービル市（人口4,700人）であり、同郡で人口最大の都市でもある。

## 歴史
シェルビー郡は1827年にファイエット郡から分離して設立された。郡名は、ケンタッキー州知事を務め、アメリカ独立戦争にも参戦したアイザック・シェルビーに因んで名付けられた。

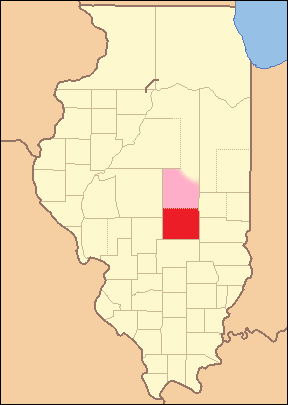
1827年創設時から1829年までの郡領域、広大な未編入領域が付設されていた
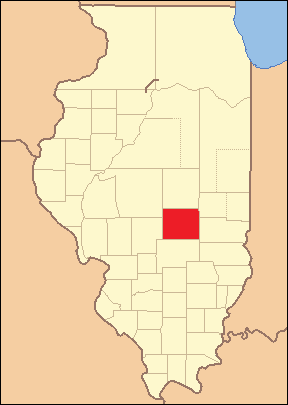
1829年から1839年まで
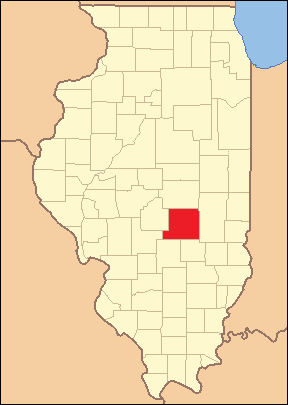
1839年から1843年まで
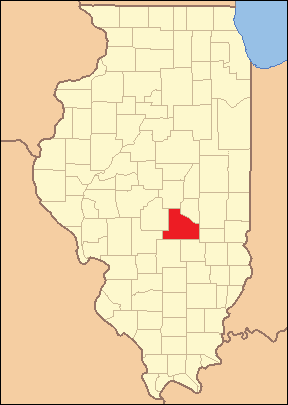
1843年から現在の領域

## 地理
アメリカ合衆国国勢調査局に拠れば、郡域全面積は768.07平方マイル (1,989.3 km2)であり、このうち陸地758.52平方マイル (1,964.6 km2)、水域は9.55平方マイル (24.7 km2)で水域率は1.24％である。

### 主要高規格道路
- 州間高速道路57号線
- アメリカ国道45号線
- アメリカ国道51号線
- イリノイ州道16号線
- イリノイ州道32号線
- イリノイ州道128号線

### 隣接する郡
- メイコン郡 - 北
- ムールトリー郡 - 北東
- コールズ郡 - 東
- カンバーランド郡 - 東
- エフィンガム郡 - 南
- ファイエット郡 - 南
- モンゴメリー郡 - 南西
- クリスチャン郡 - 西

## 気候と気象
近年、郡庁所在地であるシェルビービル市の平均気温は1月の19°F (-7 ℃) から7月の87°F (31 ℃) まで変化している。過去最低気温は1915年1月に記録された-26°F (-32 ℃) であり、過去最高気温は1936年7月に記録された111°F (44 ℃) である。月間降水量は2月の1.89インチ (48 mm) から6月の4.05インチ (103 mm) まで変化している。

## 人口動態
以下は2000年国勢調査による人口統計データである。
| 基礎データ - 人口: 22,893人 - 世帯数: 9,056 世帯 - 家族数: 6,502 家族 - 人口密度: 12人/km2（30人/mi2） - 住居数: 10,060軒 - 住居密度: 5軒/km2（13軒/mi2） 人種別人口構成 - 白人: 98.94% - アフリカン・アメリカン: 0.15% - ネイティブ・アメリカン: 0.14% - アジア人: 0.21% - その他の人種: 0.13% - 混血: 0.41% - ヒスパニック・ラテン系: 0.48% 先祖による構成 - ドイツ系：35.1％ - アメリカ人：24.7％ - アイルランド系：10.7％ - イギリス系：10.4％ | 年齢別人口構成 - 18歳未満: 25.0% - 18-24歳: 7.6% - 25-44歳: 26.2% - 45-64歳: 23.4% - 65歳以上: 17.8% - 年齢の中央値: 39歳 - 性比（女性100人あたり男性の人口） - 総人口: 97.5 - 18歳以上: 94.7 世帯と家族（対世帯数） - 18歳未満の子供がいる: 31.0% - 結婚・同居している夫婦: 61.2% - 未婚・離婚・死別女性が世帯主: 7.1% - 非家族世帯: 28.2% - 単身世帯: 25.4% - 65歳以上の老人1人暮らし: 13.3% - 平均構成人数 - 世帯: 2.50人 - 家族: 2.99人 収入と家計 - 収入の中央値 - 世帯: 37,313米ドル - 家族: 44,372米ドル - 性別 - 男性: 31,904米ドル - 女性: 21,075米ドル - 人口1人あたり収入: 17,313米ドル - 貧困線以下 - 対人口: 9.1% - 対家族数: 6.5% - 18歳未満: 11.9% - 65歳以上: 9.8% |

## 郡区
シェルビー郡は下記24の郡区に分割されている。
| - アシュグローブ - ビッグスプリング - クラークスバーグ - コールドスプリング - ドライポイント - フラットブランチ - ヘリック - ホランド | - レイクウッド - モウィーカ - オコニー - オコー - ペン - ピッカウェイ - プレーリー - リッチランド | - リッジ - ローズ - ルーラル - シェルビービル - シーゲル - トッズポイント - タワーヒル - ウィンザー |

## 都市と町
| - シェルビービル - 郡庁所在地 - カウデン - フィンドレイ - ヘリック - モウィーカ - オコニー | - シーゲル - ステュワードソン - ストラスバーグ - タワーヒル - ウィンザー |

## 未編入の町
| - ドールビル - デュバル - ファンチャー - ヘントン | - ハーボーン - ヒントン - キングマン - ミドルズワース | - モード - ラドフォード - ウェスターベルト - ヤンティスビル | - レイクウッド - レンナービル |